# Bruni (Texas)
Bruni è un census-designated place (CDP) degli Stati Uniti d'America della contea di Webb nello Stato del Texas. La popolazione era di 379 abitanti al censimento del 2010.

## Geografia fisica
Secondo lo United States Census Bureau, il CDP ha una superficie totale di 3,41 km², dei quali 3,41 km² di territorio e 0 km² di acque interne (0% del totale).

## Società

### Evoluzione demografica
Secondo il censimento del 2010, la popolazione era di 379 abitanti.

### Etnie e minoranze straniere
Secondo il censimento del 2010, la composizione etnica del CDP era formata dall'83,38% di bianchi, lo 0% di afroamericani, lo 0,26% di nativi americani, lo 0% di asiatici, lo 0% di oceanici, il 15,04% di altre razze, e l'1,32% di due o più etnie. Ispanici o latinos di qualunque razza erano l'89,45% della popolazione.